# 북리에치주

북리에치 주의 위치

북리에치주(영어: Northern Liech State)는 남수단 동부 상나일 지방에 위치한 주로 주도는 벤티우이며 면적은 15,704.4km2, 인구는 561,240명(2014년 기준)이다.
2015년에 실시된 행정 구역 개편에 따라 유니티 주에서 분리되어 신설되었다. 북쪽으로는 루웽 주, 동쪽으로는 팡가크 주, 남쪽으로는 남리에치 주, 톤즈 주, 서쪽으로는 고그리알 주, 트위크 주와 접한다. 4개 군을 관할한다.